# (2107) Ilmari
(2107) Ilmari ist ein Asteroid des Hauptgürtels, der am 12. November 1941 von der finnischen Astronomin Liisi Oterma in Turku entdeckt wurde.
Der Name des Asteroiden ist an die finnische Mythologie angelehnt und steht für den Schmied und Erfinder Ilmarinen.